# قبيلة جمالي (بلوشستان)
قبيلة جمالي (بالأردوية: جمالي)‏، (بالإنجليزية: Jamali) هي قبيلة تتكلم اللغة السرائيكية و يعرفون بأنهم من قبائل البلوش. وقد استقروا في مقاطعتي السند وبلوشستان الباكستانية.

## روابط خارجية
- "Baloch are not traitors: Jamali". Pakistan Today. 13 يناير 2012. مؤرشف من الأصل في 2020-04-06.